# جيم كيرنز
جيم كيرنز هو اقتصادي وسياسي أسترالي، ولد في 4 أكتوبر 1914 في Carlton, Victoria ‏ في أستراليا، وتوفي في 12 أكتوبر 2003 في Narre Warren East, Victoria ‏ في أستراليا. نشط حزبياً في حزب العمال الأسترالي.

## مناصب
- انتخب وزير الصناعة والابتكار [الإنجليزية]‏ (19 ديسمبر 1972 – 9 أكتوبر 1973).
- انتخب وزير التجارة [الإنجليزية]‏ (19 ديسمبر 1972 – 11 ديسمبر 1974).
- انتخب وزير الاستدامة والبيئة والمياه والسكان والمجتمعات [الإنجليزية]‏ (6 يونيو 1975 – 2 يوليو 1975).
- انتخب أمين صندوق أستراليا [الإنجليزية]‏ (11 ديسمبر 1974 – 6 يونيو 1975).
- انتخب نائب رئيس وزراء أستراليا [الإنجليزية]‏ (12 يونيو 1974 – 2 يوليو 1975).
- انتخب عضو مجلس النواب الأسترالي ‏ عن دائرة Division of Lalor [الإنجليزية]‏ (25 أكتوبر 1969 – 10 نوفمبر 1977).
- انتخب عضو مجلس النواب الأسترالي ‏ عن دائرة Division of Yarra [الإنجليزية]‏ (10 ديسمبر 1955 – 25 أكتوبر 1969).

## وصلات خارجية
- جيم كيرنز على موقع مونزينجر (الألمانية)